# Europacup I hockey mannen 1981
De 8ste Europacup I hockey voor mannen werd gehouden van 5 tot en met 8 juni 1981 in Brussel. Het deelnemersveld bestond uit 8 teams. Klein Zwitserland won deze editie door in de finale het uit de Sovjet-Unie afkomstige SKA Sverdlosk te verslaan.

## Uitslag poules

### Poule A
| Team              | Pnt | GS | W | G | V | DV | DT | DS |
| ----------------- | --- | -- | - | - | - | -- | -- | -- |
| 1. SKA Sverdlosk  | 5   | 3  | 2 | 1 | 0 | 7  | 3  | +4 |
| 2. Slough HC      | 3   | 3  | 1 | 1 | 1 | 7  | 5  | +2 |
| 3. TG Frankenthal | 2   | 3  | 0 | 2 | 1 | 4  | 5  | -1 |
| 4. FC Lyon        | 2   | 3  | 1 | 0 | 2 | 5  | 10 | -5 |

Uitslagen
- Frankenthal – SKA Sverdlosk 2-2
- Slough – FC Lyon 6-2
- FC Lyon – Frankenthal 2-1
- SKA Sverdlosk – Slough 2-0
- SKA Sverdlosk – FC Lyon 3-1
- Frankenthal – Slough 1-1

### Poule B
| Team                     | Pnt | GS | W | G | V | DV | DT | DS |
| ------------------------ | --- | -- | - | - | - | -- | -- | -- |
| 1. HC Klein Zwitserland  | 5   | 3  | 2 | 1 | 0 | 9  | 2  | +7 |
| 2. Real Club de Polo     | 5   | 3  | 2 | 1 | 0 | 9  | 3  | +6 |
| 3. Royal Uccle Sport THC | 2   | 3  | 1 | 0 | 2 | 3  | 7  | -4 |
| 4. Edinburgh HC          | 0   | 3  | 0 | 0 | 3 | 2  | 11 | -9 |

Uitslagen
- Klein Zwitserland – Edinburgh 4-1
- Real Polo – Uccle Sport 3-1
- Klein Zwitserland – Real Polo 1-1
- Uccle Sport – Edinburgh 2-0
- Real Polo – Edinburgh 5-1
- Klein Zwitserland – Uccle Sport 4-0

## Finales

#### Finale
- HC Klein Zwitserland 4-0 SKA Sverdlosk

#### 3de plaats
- Real Club de Polo 5-2 Slough HC

#### 5de plaats
- TG Frankenthal 0-0 ns (8-7) Uccle Sport

#### 7de plaats
- Edinburgh HC 3-2 FC Lyon

## Einduitslag
1. HC Klein Zwitserland
2. SKA Sverdlosk
3. Real Club de Polo
4. Slough HC (titelverdediger)
5. TG Frankenthal
6. Royal Uccle Sport THC
7. Edinburgh HC
8. FC Lyon